# Квадратний корінь матриці
Квадратний корінь матриці — матрична функція, є розширенням поняття квадратного кореня з чисел на матриці.
Матриця {\displaystyle \mathbf {B} } є коренем матриці {\displaystyle \mathbf {A} } якщо добуток матриць {\displaystyle \mathbf {BB} } рівний {\displaystyle \mathbf {A} }.

## Властивості
В загальному випадку квадратна матриця може мати декілька коренів. Наприклад, матриця
{\displaystyle \left({\begin{smallmatrix}33&24\\48&57\end{smallmatrix}}\right)}
має корені
{\displaystyle \left({\begin{smallmatrix}1&4\\8&5\end{smallmatrix}}\right)}
та
{\displaystyle \left({\begin{smallmatrix}5&2\\4&7\end{smallmatrix}}\right)}. 
Одинична матриця {\displaystyle {\bigl (}{\begin{smallmatrix}1&0\\0&1\end{smallmatrix}}{\bigr )}} має нескінченно багато симетричних раціональних квадратних коренів виду:
{\displaystyle {\frac {1}{t}}\left({\begin{matrix}s&r\\r&-s\end{matrix}}\right),}
де {\displaystyle (r,s,t)} — піфагорові трійки, тобто, натуральні числа для яких виконується {\displaystyle r^{2}+s^{2}=t^{2}}.
Хоча невід’ємноозначена матриця розміру n×n завжди має рівно один корінь, який називається арифметичним квадратним коренем, всього в неї 2n коренів.
Розклавши таку матрицю за власними векторами, отримаємо {\displaystyle \mathbf {VDV^{-1}} ,} де {\displaystyle \mathbf {D} } — діагональна матриця з власними значеннями {\displaystyle \lambda _{i}\geq 0}. Отже квадратним коренем буде матриця {\displaystyle \mathbf {VD^{\frac {1}{2}}V^{-1}} ,} де {\displaystyle \mathbf {D^{\frac {1}{2}}} } — діагональна матриця з елементами {\displaystyle \pm {\sqrt {\lambda _{i}}}} на діагоналі.